# Palacio Real de Olite

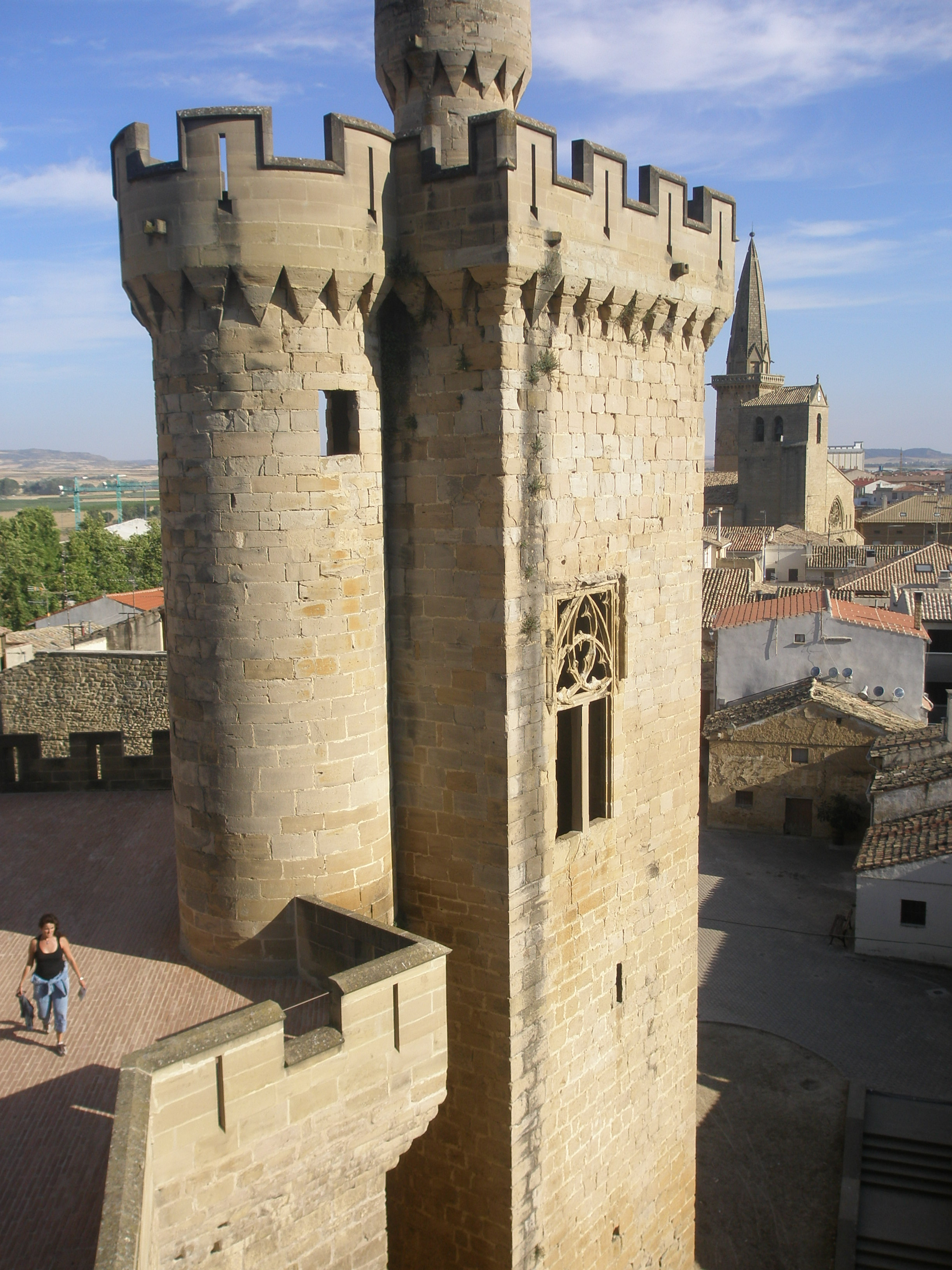
Torre de la Atalaya

Der Palacio Real de Olite ist ein ehemaliger königlicher Palast in Olite, einer Stadt in der spanischen Comunidad Foral Navarra, der ursprünglich im 13. Jahrhundert begonnen wurde. Die Burg ist ein geschütztes Baudenkmal.

## Geschichte
Karl III., König von Navarra, vergrößerte um 1400 die Burg und schuf dadurch den königlichen Palast bzw. das Schloss, das in der Folgezeit zum Sitz der Könige von Navarra wurde. Durch den Umbau verlor das Gebäude seinen ehemaligen festungsartigen Charakter. 
Der heute umfangreiche Komplex besteht im Wesentlichen aus der alten Burg (Palacio Viejo) aus dem 12. und 13. Jahrhundert und dem neuen Palast (Palacio Nuevo) aus dem 15. Jahrhundert. Durch die Kriege im 16. Jahrhundert wurde der Palast beschädigt und schließlich aufgegeben. 1813 wurde das Gebäude während der Napoleonischen Kriege in Brand gesteckt. Im 20. Jahrhundert begannen umfangreiche Restaurierungsmaßnahmen.  

## Heutige Nutzung
Heute befindet sich in Teilen des Gebäudes ein Parador, ein Drei-Sterne-Hotel mit Restaurant. Ein Teil der Anlage kann besichtigt werden.